# Neurochorema forsteri
Neurochorema forsteri är en nattsländeart som beskrevs av Mcfarlane 1964. Neurochorema forsteri ingår i släktet Neurochorema och familjen Hydrobiosidae. Inga underarter finns listade i Catalogue of Life.